# Церква Святого Миколая (Берем'яни)
Церква Святого Миколая в Берем'янах — парафія і храм греко-католицької громади Золотопотіцького деканату Бучацької єпархії Української греко-католицької церкви в селі Берем'яни Чортківського району Тернопільської области.

## Історія церкви
Відомо, що у 1841 році парохом був греко-католицький священник о. Микола Стеблицький, який проводив богослужіння у невеликій дерев’яній церкві Святого Миколая. Церква завжди була діючою. У 1841—1948 роках вона належала до греко-католицької громади, у 1948—1991 роках — до Московського патріархату, а з 1991 року знову повернулася в лоно УГКЦ.
Мурований храм був збудований у 1877 році зусиллями місцевих парафіян і настоятеля о. Павла Новаківського. У 1977 році, за служіння о. Івана Іванціва, було відновлено іконостас та розпис, причому кошти на це пожертвували місцеві жителі.
Першу візитацію парафії у 1996 році здійснив владика Михаїл Сабрига, єпископ-ординарій Тернопільської єпархії.
При парафії діють Вівтарна дружина, спільнота «Матері в молитві» та братство «Апостольство молитви».
На території парафії знаходяться: хрест на честь скасування панщини, фігура Матері Божої, Хресна дорога, пам'ятний знак «Ангел-хоронитель» при в'їзді в село, капличка, хрест середини XVII ст., встановлений на пам’ять про епідемію чуми, хрест на згадку про спалене село Обози, що служить оберегом села.

## Парохи
- о. Микола Стеблицький (1841),
- о. Павло Новаківський,
- о. Іван Іванців,
- о. Микола Стеблицький (1841—1885 рр.),
- о. Павло Новаківський (1885—1912),
- о. Володимир Маланчук (1912—1938),
- о. Теодор Бабуняк (1938—1944),
- о. Наняк (1944—1948),
- о. Кацалай (1948—1953),
- о. Григорій Калюга (1953—1972),
- о. Смішко (1972—1974),
- о. Володимир Ольховий (1974—1992),
- о. Іван Іванців (з 1992).